# Arg-e Rayen

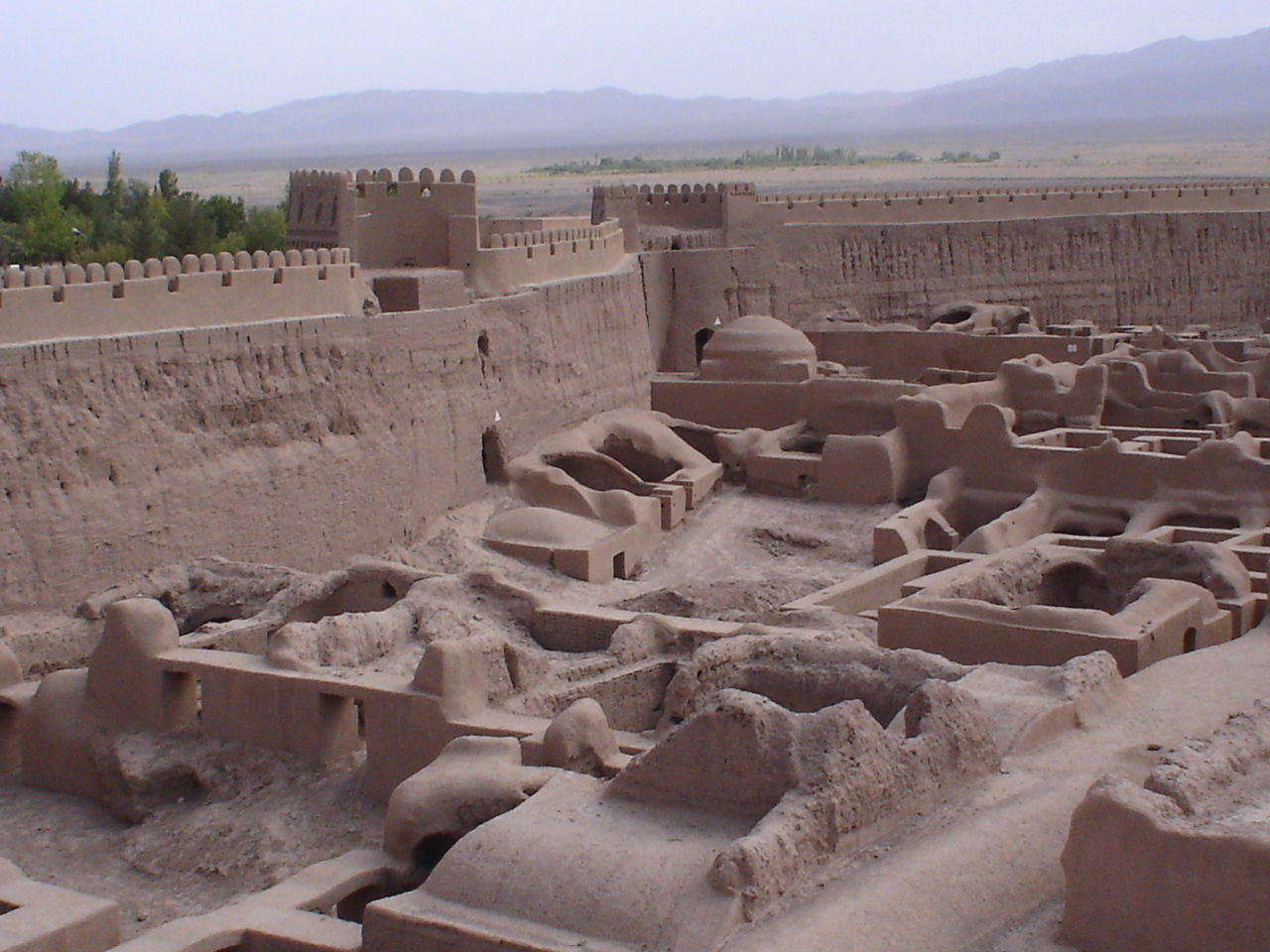
Castello di Rayen

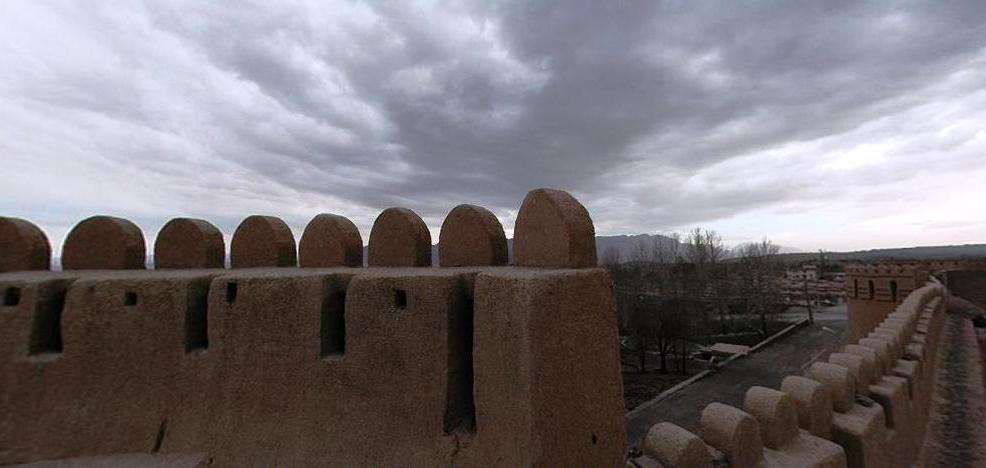
Le mura della cittadella

Il castello di Rayen (in persiano ارگ راين, Arg-e Rāyen) è un castello di adobe situato a Rayen nella provincia di Kerman, in Iran. Questa città medievale in mattoni di fango è simile alla vicina Arg-e Bam, che fu distrutta dal terremoto di Bam nel dicembre 2003. Rayen mostra tutti gli elementi architettonici di una cittadella del deserto. Essa appare straordinariamente ben conservata, considerando i numerosi disastri naturali che hanno distrutto strutture simili nei dintorni, ed è uno dei più interessanti siti dell'Iran.
Arg-e Rayen fu abitata fino a 150 anni fa e, sebbene si ritenga antica di almeno 1.000 anni, potrebbe in realtà avere fondamenta risalenti all'era preislamica sasanide.
La dinastia sasanide (o sassanide) era il nome dato ai re di Persia, che comprende gran parte dell'attuale Iran. Durante l'era del secondo Impero persiano, dal 224 fino al 651, l'ultimo re sasanide, Yazdegerd III, perse una lotta di 14 anni per cacciare il Califfato omayyade, il primo degli imperi islamici. Dai Sasanidi, il loro Impero era chiamato Iran o Eranshahr. L'era sasanide è considerata uno dei più importanti periodi storici dell'Iran.